# Exclaim!
Exclaim! (також відомий як exclaim!) — щомісячний канадський музичний журнал, що спеціалізується на музиці усіх жанрів, але особливу увагу приділяє канадським, а також передовим світовим виконавцям.
Заснований у 1991 році. Видається з 1992 року, по 11 видань кожного року, із накладом у 100 000 екземплярів.